# Da Sangallo
La famiglia Giamberti, soprannominata poi da Sangallo, fu una famiglia di architetti, scultori, intagliatori e pittori fiorentina.
Ebbe origine con i due fratelli Giuliano e Antonio Giamberti. Secondo Giorgio Vasari, Lorenzo il Magnifico soprannominò Giuliano "da Sangallo" dopo che ebbe realizzato il monastero di San Gallo appena fuori Firenze, distrutto nel 1529.

## Componenti
```
Francesco Giamberti
, intagliatore, capostipite della famiglia (
1405
-
1480
)
│
├─
Giuliano da Sangallo
, architetto (
1445
-
1516
)
│ │
│ └─
Francesco da Sangallo
, scultore (
1494
-
1576
)
│
├─
Antonio da Sangallo il Vecchio
, architetto (Firenze ca. 
1455
-Firenze 
1534
)
│
├─Smeralda Giamberti
│ │
│ ├─
Antonio da Sangallo il Giovane
, architetto (Firenze 
1483
-Terni 
1546
)
│ │
│ └─
Giovanni Battista da Sangallo

│
└─donna di cui è ignoto il nome
  │
  ├─
Bastiano/Aristotile da Sangallo
, pittore, architetto e scenografo (
1481
-
1551
)
  │
  └─
Giovanni Antonio da Sangallo
```